# Suède aux Jeux olympiques d'hiver de 1936
La Suède participe aux Jeux olympiques d'hiver de 1936, qui ont lieu à Garmisch-Partenkirchen en Allemagne. Représenté par 32 athlètes, ce pays prend part aux Jeux d'hiver pour la quatrième fois de son histoire après sa présence à toutes les éditions précédentes. La délégation suédoise termine au troisième rang du tableau des médailles avec sept médailles : deux d'or, deux d'argent et trois de bronze.

## Médaillés
| Médaille                            | Nom                                                           | Sport               | Épreuve                    |
| ----------------------------------- | ------------------------------------------------------------- | ------------------- | -------------------------- |
| Médaille d'or, Jeux olympiques      | Erik August Larsson                                           | Ski de fond         | 18 km hommes               |
| Médaille d'or, Jeux olympiques      | Elis Wiklund                                                  | Ski de fond         | 50 km hommes               |
| Médaille d'argent, Jeux olympiques  | Axel Wikström                                                 | Ski de fond         | 50 km hommes               |
| Médaille d'argent, Jeux olympiques  | Sven Selånger                                                 | Saut à ski          | Tremplin normal individuel |
| Médaille de bronze, Jeux olympiques | John Berger Erik August Larsson Arthur Häggblad Martin Matsbo | Ski de fond         | Relais hommes 4 × 10 km    |
| Médaille de bronze, Jeux olympiques | Nils-Joel Englund                                             | Ski de fond         | 50 km hommes               |
| Médaille de bronze, Jeux olympiques | Vivi-Anne Hultén                                              | Patinage artistique | Simple femmes              |

## Résultats

### Combiné nordique
Épreuves:
- 18 kilomètres de ski de fond
- saut à ski sur tremplin normal

| Athlète          | Épreuve    | Ski de fond     | Ski de fond | Ski de fond | Saut à ski  | Saut à ski  | Saut à ski    | Saut à ski  | Total           | Total           |
| Athlète          | Épreuve    | Temps           | Points      | Rang        | Distance 1  | Distance 2  | Points totaux | Rang        | Points          | Rang            |
| ---------------- | ---------- | --------------- | ----------- | ----------- | ----------- | ----------- | ------------- | ----------- | --------------- | --------------- |
| Holger Lundgren  | Individuel | 1 h 29 min 57 s | 161.2       | 31          | 50.0        | 53.0        | 152.0         | 42          | 313.2           | 40              |
| Harald Hedjerson | Individuel | 1 h 25 min 50 s | 182.4       | 22          | Non partant | Non partant | Non partant   | Non partant | N'a pas terminé | N'a pas terminé |
| Jonas Westman    | Individuel | 1 h 25 min 38 s | 183.4       | 20          | 47.5        | 46.5        | 199.3         | 10          | 382.7           | 11              |

### Hockey sur glace

#### Premier tour
Les deux meilleures équipes de chaque groupe (en bleu) vont au deuxième tour. La Suède, deuxième du groupe D, est qualifiée.
|                 | Joués | Gagnés | Perdus | Nuls | Buts pour | Buts contre | Points |
| --------------- | ----- | ------ | ------ | ---- | --------- | ----------- | ------ |
| Grande-Bretagne | 2     | 2      | 0      | 0    | 4         | 0           | 4      |
| Suède           | 2     | 1      | 1      | 0    | 2         | 1           | 2      |
| Japon           | 2     | 0      | 2      | 0    | 0         | 5           | 0      |

| 6 février | Grande-Bretagne | 1-0 (1-0,0-0,0-0) | Suède |
| 8 février | Suède           | 2-0 (1-0,1-0,0-0) | Japon |

#### Deuxième tour
Les deux meilleures équipes de chaque groupe (en bleu) vont au dernier tour. La Suède, troisième du groupe B, n'est pas qualifiée.
|                 | Joués | Gagnés | Perdus | Nuls | Buts pour | Buts contre | Points |
| --------------- | ----- | ------ | ------ | ---- | --------- | ----------- | ------ |
| États-Unis      | 3     | 3      | 0      | 0    | 5         | 1           | 6      |
| Tchécoslovaquie | 3     | 2      | 1      | 0    | 6         | 4           | 4      |
| Suède           | 3     | 1      | 0      | 2    | 3         | 6           | 2      |
| Autriche        | 3     | 0      | 3      | 0    | 1         | 4           | 0      |

| 11 février | Suède           | 1-0 (1-0,0-0,0-0) | Autriche |
| 12 février | Tchécoslovaquie | 4-1 (0-1,2-0,2-0) | Suède    |
| 13 février | États-Unis      | 2-1 (0-0,1-1,1-0) | Suède    |

#### Composition de l'équipe
| Joueurs Herman Carlsson Sven Bergguist Bertil Lundell Holger Engberg Torsten Jöhncke Yngve Liljeberg Bertil Norberg Wilhelm Petersén Åke Ericson Stig Andersson Lennart Hellman Wilhelm Larsson Ruben Carlsson |

### Patinage artistique
| Athlète | Épreuve | Figures imposées | Programme libre | Places | Points | Rang final | Vivi-Anne Hultén | Simple femmes | 4 | 4 | 28 | 394.7 | Médaille de bronze, Jeux olympiques |

### Patinage de vitesse

#### Hommes
| 500 m    | Axel Johansson | 46.1          | 18 |
| 1500 m   | Axel Johansson | 2 min 29 s 9  | 29 |
| 5000 m   | Axel Johansson | 9 min 06 s 4  | 26 |
| 10,000 m | Axel Johansson | 18 min 38 s 2 | 22 |

### Saut à ski
| Athlète          | Épreuve         | Saut 1   | Saut 1 | Saut 1 | Saut 2   | Saut 2 | Saut 2 | Total  | Total                              |
| Athlète          | Épreuve         | Distance | Points | Rang   | Distance | Points | Rang   | Points | Rang                               |
| ---------------- | --------------- | -------- | ------ | ------ | -------- | ------ | ------ | ------ | ---------------------------------- |
| Axel Östrand     | Tremplin normal | 61.0     | 97.8   | 30     | 68.0     | 105.6  | 13     | 203.4  | 22                                 |
| Sixten Johansson | Tremplin normal | 63.0     | 101.5  | 21     | 66.0     | 104.6  | 15     | 206.1  | 15                                 |
| Nils Hjelmström  | Tremplin normal | 68.0     | 105.1  | 13     | 62.5     | 99.7   | 27     | 204.8  | 16                                 |
| Sven Selånger    | Tremplin normal | 76.0     | 115.5  | 1      | 76.0     | 115.0  | 3      | 230.5  | Médaille d'argent, Jeux olympiques |

### Ski alpin
| Athlète        | Épreuve        | Descente     | Descente | Slalom               | Slalom               | Slalom | Total         | Total |
| Athlète        | Épreuve        | Temps        | Rang     | Temps 1              | Temps 2              | Rang   | Points totaux | Rang  |
| -------------- | -------------- | ------------ | -------- | -------------------- | -------------------- | ------ | ------------- | ----- |
| Bertil Persson | Combiné hommes | 6 min 26 s 0 | 35       | 1 min 43 s 4 (+06 s) | 1 min 54 s 0 (+06 s) | 30     | 70.95         | 31    |

### Ski de fond

#### Hommes
| Épreuve      | Athlète           | Course          | Course                              |
| Épreuve      | Athlète           | Temps           | Rang                                |
| ------------ | ----------------- | --------------- | ----------------------------------- |
| 18 km hommes | Ivan Lindgren     | 1 h 21 min 04 s | 17                                  |
| 18 km hommes | Arthur Häggblad   | 1 h 18 min 55 s | 8                                   |
| 18 km hommes | Martin Matsbo     | 1 h 17 min 02 s | 4                                   |
| 18 km hommes | Erik Larsson      | 1 h 14 min 38 s | Médaille d'or, Jeux olympiques      |
| 50 km hommes | Hjalmar Bergström | 3 h 35 min 50 s | 4                                   |
| 50 km hommes | Nils Englund      | 3 h 34 min 10 s | Médaille de bronze, Jeux olympiques |
| 50 km hommes | Axel Wikström     | 3 h 33 min 20 s | Médaille d'argent, Jeux olympiques  |
| 50 km hommes | Elis Wiklund      | 3 h 30 min 11 s | Médaille d'or, Jeux olympiques      |

#### Relais hommes 4 × 10 km
| Athlètes                                                      | Race            | Race                                |
| Athlètes                                                      | Temps           | Rang                                |
| ------------------------------------------------------------- | --------------- | ----------------------------------- |
| John Berger Erik August Larsson Arthur Häggblad Martin Matsbo | 2 h 43 min 03 s | Médaille de bronze, Jeux olympiques |